# 長寬
長寬（1163年5月4日~1165年7月14日）是日本的年號。這個時代的天皇是二條天皇，由後白河法皇實施院政。

## 改元
- 應保三年三月二十九日（西元1163年5月4日） 改元長寬。
- 長寬三年六月五日（西元1165年7月14日） 改元永萬。

## 出處
《維城典訓》：「長之、寬之、施其功博矣。」之句。

## 紀年、西曆、干支對照表
| 平治       | 元年   | 二年   | 三年   |
| 儒略曆日期 | 1163年 | 1164年 | 1165年 |
| 干支       | 癸未   | 甲申   | 乙酉   |